# Nadieżda Kuczer
Nadzieja Kuczar (biał. Надзея Анатольеўна Кучар; ur. 18 maja 1983) – białoruska śpiewaczka operowa śpiewająca sopranem. W 2015 wygrała międzynarodowy konkurs dla artystów operowych „Cardiff Singer of the World” organizowany przez BBC.